# سیارک ۲۲۷۵۶
سیارک ۲۲۷۵۶ (به انگلیسی: 22756 Manpreetkaur، نامگذاری:1998WA10) بیست و دو هزار و هفتصد و پنجاه و ششمین سیارک کشف شده‌است که در ۱۸ نوامبر ۱۹۹۸ کشف شد.
قدر مطلق سیارک برابر ۶.۸ است.